# Okupowani
Okupowani (norw. Okkupert) – norweski serial telewizyjny powstały w koprodukcji francusko-szwedzkiej, emitowany od 4 października 2015 roku przez norweską stację TV2. Autorem pomysłu i pierwszej wersji scenariusza jest norweski pisarz Jo Nesbø. W Polsce serial emitowany był od 2 grudnia 2015 roku na kanale Ale Kino+. Zdjęcia kręcono w Bergen i Oslo.

## Fabuła
Akcja serialu toczy się w niedalekiej przyszłości. Norwegia zapowiada rezygnację z wydobycia ropy naftowej na rzecz ekologicznych źródeł, co grozi wybuchem światowego kryzysu energetycznego. Rosja przy milczącym przyzwoleniu Unii Europejskiej dokonuje szybkiej i bezkrwawej napaści na Norwegię, chcąc zmusić kraj do powrotu do wydobycia ropy i przywrócić równowagę w światowych interesach wydobywczych. Norweski premier (Henrik Mestad) lawiruje między opinią publiczną, domagającą się wyrzucenia Rosjan, a szantażującą go rosyjską ambasador. Samo społeczeństwo wykazuje różne postawy: od kolaboracji z okupantami po próby zbrojnego powstania. Ochroniarz premiera (Eldar Skar) zostaje przypadkowo wplątany w intrygę zmierzającą do usunięcia Rosjan z Norwegii.

## Obsada
| Rola                  | Aktor                |
| --------------------- | -------------------- |
| Ingrid Bø             | Veslemøy Mørkrid     |
| Irina Sidorowa        | Ingeborga Dapkūnaitė |
| Wenche Arnesen        | Ragnhild Gudbrandsen |
| Anita Rygg            | Janne Heltberg       |
| Jesper Berg           | Henrik Mestad        |
| Hans Martin           | Eldar Skar           |
| Bente Norum           | Ane Dahl Torp        |
| Hilde                 | Selome Emnetu        |
| Astrid Berg           | Lisa Loven Kongsli   |
| Ottesen               | Øystein Røger        |
| Francuski komisarz UE | Hippolyte Girardot   |
| Władimir Gosew        | Krzysztof Pieczyński |

## Odcinki

### Seria pierwsza
| Nr odcinka | Tytuł norweski   | Premiera norweska    | Tytuł polski       | Premiera polska |
| ---------- | ---------------- | -------------------- | ------------------ | --------------- |
| 1          | April            | 4 października 2015  | Kwiecień           | 2 grudnia 2015  |
| 2          | Mai              | 4 października 2015  | Maj                | 2 grudnia 2015  |
| 3          | Juni             | 11 października 2015 | Czerwiec           | 9 grudnia 2015  |
| 4          | Juli             | 18 października 2015 | Lipiec             | 9 grudnia 2015  |
| 5          | August           | 25 października 2015 | Sierpień           | 16 grudnia 2015 |
| 6          | September        | 1 listopada 2015     | Wrzesień           | 16 grudnia 2015 |
| 7          | Oktober          | 8 listopada 2015     | Październik        | 23 grudnia 2015 |
| 8          | November         | 15 listopada 2015    | Listopad           | 23 grudnia 2015 |
| 9          | Desember – Del 1 | 22 listopada 2015    | Grudzień – część 1 | 30 grudnia 2015 |
| 10         | Desember – Del 2 | 29 listopada 2015    | Grudzień – część 2 | 30 grudnia 2015 |

### Seria druga
| Nr odcinka | Tytuł norweski  | Premiera norweska    | Tytuł polski   | Premiera polska |
| ---------- | --------------- | -------------------- | -------------- | --------------- |
| 1          | August          | 29 września 2017     | Sierpień       | 4 marca 2018    |
| 2          | September       | 29 września 2017     | Wrzesień       | 4 marca 2018    |
| 3          | Oktober         | 6 października 2017  | Październik    | 11 marca 2018   |
| 4          | November        | 13 października 2017 | Listopad       | 11 marca 2018   |
| 5          | Desember        | 20 października 2017 | Grudzień       | 18 marca 2018   |
| 6          | Januar          | 27 października 2017 | Styczeń        | 18 marca 2018   |
| 7          | Februar – Del 1 | 3 listopada 2017     | Luty – część 1 | 25 marca 2018   |
| 8          | Februar – Del 2 | 10 listopada 2017    | Luty – część 2 | 25 marca 2018   |

### Seria trzecia
| Nr odcinka | Tytuł norweski    | Premiera norweska | Polski tytuł       | Premiera polska |
| ---------- | ----------------- | ----------------- | ------------------ | --------------- |
| 1          | Mars              | 5 grudnia 2019    | Marzec             |                 |
| 2          | April             | 5 grudnia 2019    | Kwiecień           |                 |
| 3          | Mai               | 12 grudnia 2019   | Maj                |                 |
| 4          | Juni              | 19 grudnia 2019   | Czerwiec           |                 |
| 5          | September – Del 1 | 26 grudnia 2019   | Wrzesień – część 1 |                 |
| 6          | September – Del 2 | 2 stycznia 2020   | Wrzesień – część 2 |                 |

## Odbiór
Jeszcze przed premierą fabuła osnuta wokół okupacji Norwegii przez Rosję w celu kontroli lokalnych złóż naftowych wzbudziła kontrowersje. Wiaczesław Pawłowski, ambasador Rosji w Norwegii, w wywiadzie dla agencji prasowej TASS, zarzucił autorom fałszowanie historii w stylu propagandy zimnej wojny. Ta krytyka nie zmieniła faktu, że serial cieszył się wielką popularnością w Norwegii, a pierwszy odcinek pobił rekord oglądalności na stronie internetowej telewizji TV2 w Norwegii, przyciągając uwagę 945 tys. widzów.